# 니시구 (후쿠오카시)
니시구(일본어: 西区)는 일본 후쿠오카현 후쿠오카시를 구성하는 7개 구 중 하나이다.

## 지리
이름에서 보이듯이 후쿠오카시 서부에 위치하고 있다. 동쪽은 무로미강을 사이에 두고 사와라구와 접하고 서쪽은 이토시마반도의 밑부분을 구역으로 하고 가노다케·다카스산 등 300~400m급 산들이 있으며 이토시마시와 접한다. 남쪽은 세후리 산지의 일부로 사와라구와 접하며 북쪽은 하카타만과 접한다. 지쿠히선 및 후쿠오카 고속도로, 후쿠오카마에바라 도로가 동서로 가로지르고 있다.
중심 시가지는 북동부 동단의 메이노하마 지구에 있다. 시 중심부에서 비교적 가까운 북동부, 동부는 시가지·주택지가 발달해 있다. 이외에도 서부나 남부 지역은 국도 제202호선과 지쿠히선의 역 주위가 시가지가 되어 있는 것 외에는 전원지대가 펼쳐져 있고 북서부 항만 주변에는 어항이 점재하고 있다. 또 겐카이나다상의 노코섬, 겐카이섬, 오로섬을 관할에 포함하고 있다.
동부의 동단에는 후쿠오카시 지하철 나나쿠마선의 하시모토역 및 동 노선의 차량 기지가 있어 역전 정비가 진행되고 있지만 주변의 발전은 아직 진행 단계이다.

## 역사
가마쿠라 시대, 원나라의 일본 원정 때 쌓아 올려진 방루가 구의 북쪽 해안선을 따라 지금도 존재하고 있다.
구역은 모두 옛 사와라군과 이토시마군의 정촌을 편입한 것이다. 후쿠오카시가 정령지정도시가 된 당초에는 현재의 사와라구·조난구의 구역을 포함한 니시구로 발족했지만 1982년 5월 10일에 니시구·사와라구·조난구로 분할되었다. 이때 이전의 니시구는 해체되었으므로 현재의 니시구 성립일은 1982년 5월 10일이다. 덧붙여 분할 전의 구청은 현재의 사와라구청이다.

## 교통

### 철도
- 후쿠오카시 교통국(후쿠오카시 지하철)
  - 나나쿠마선
  - 공항선

- 규슈 여객철도
  - 지쿠히선

### 도로
- 국도 202호선

## 같이 보기
- 겐카이섬